# Strada del Panorama
La Strada del Panorama è una strada turistica in Sudafrica che collega diversi punti di interesse culturale e naturale. L'itinerario, impregnato con la storia del Sudafrica, si trova nella provincia di Mpumalanga, centrata intorno al Blyde River Canyon, il terzo più grande canyon del mondo.

## Geografia
Lungo questa strada si possono trovare numerose cascate, una delle più grandi aree boschive del Sudafrica e diversi siti naturali. L'itinerario inizia ai piedi del Long Tom Pass, all'uscita da Lydenburg, seguendo la discesa dal Great Escarpment verso il Lowveld, e termina al confine tra le province di Mpumalanga e Limpopo vicino alle Echo Caves.
Le città attraversate sono Sabie, Graskop, Pilgrim’s Rest e Ohrigstad. I siti naturali sono il Blyde River Canyon, God’s Window, Bourke’s Luck Potholes, Three Rondavels, The Pinnacle, Sudwala Caves e molte cascate (Mac-Mac Falls, Berlin Falls, Lisbon Falls, ecc.).

## Galleria d'immagini

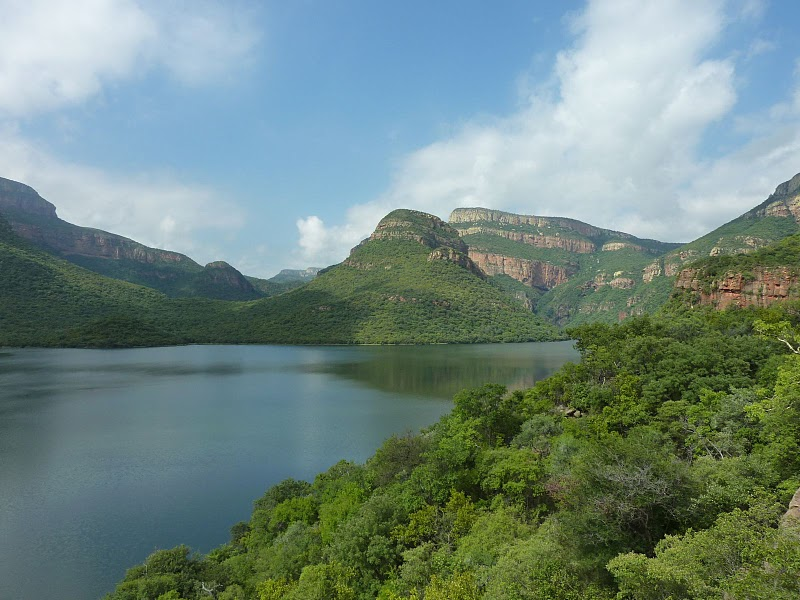
Diga sul Blyde River
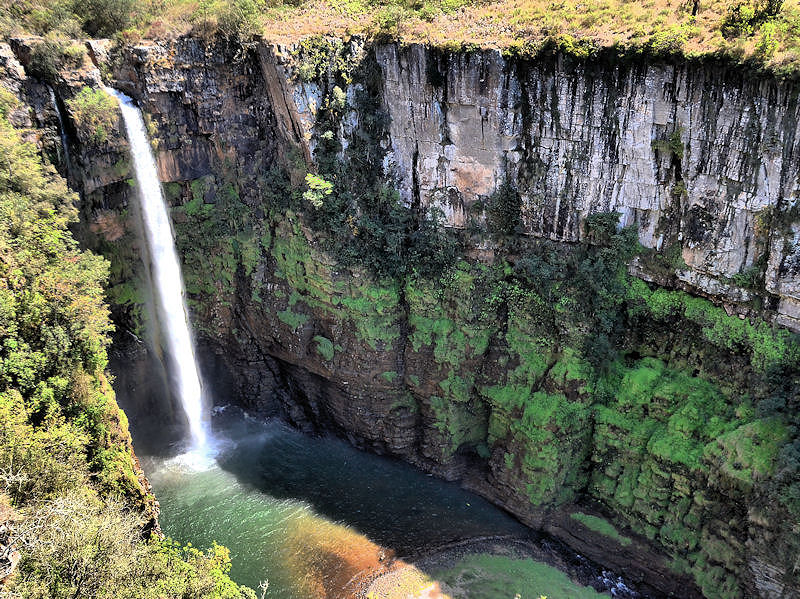
The Mac Mac Falls
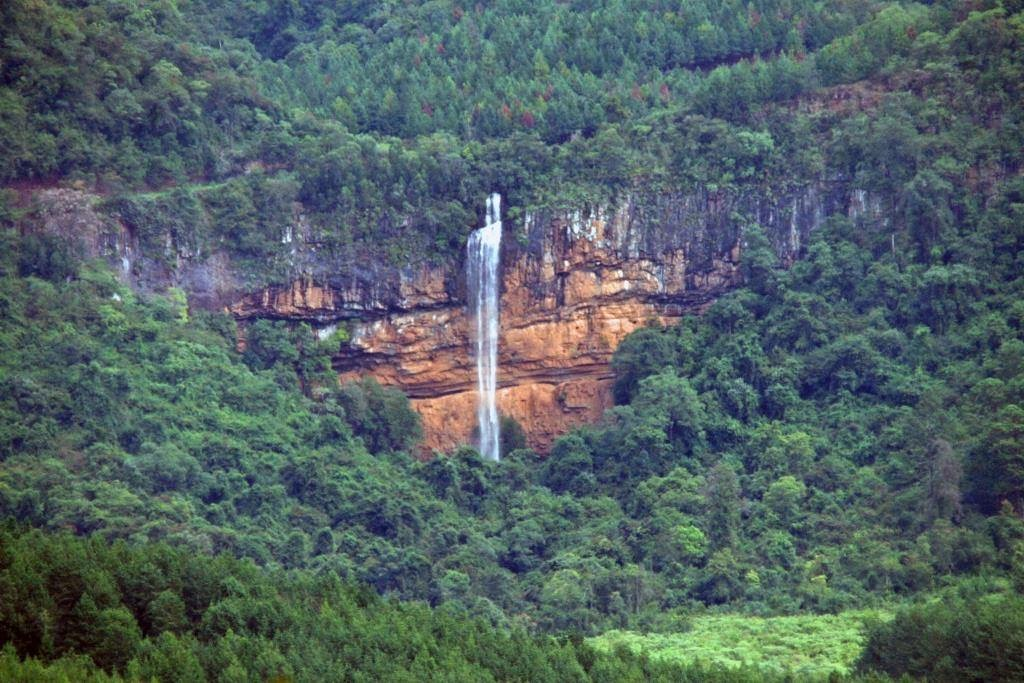
Bridal Veil Falls
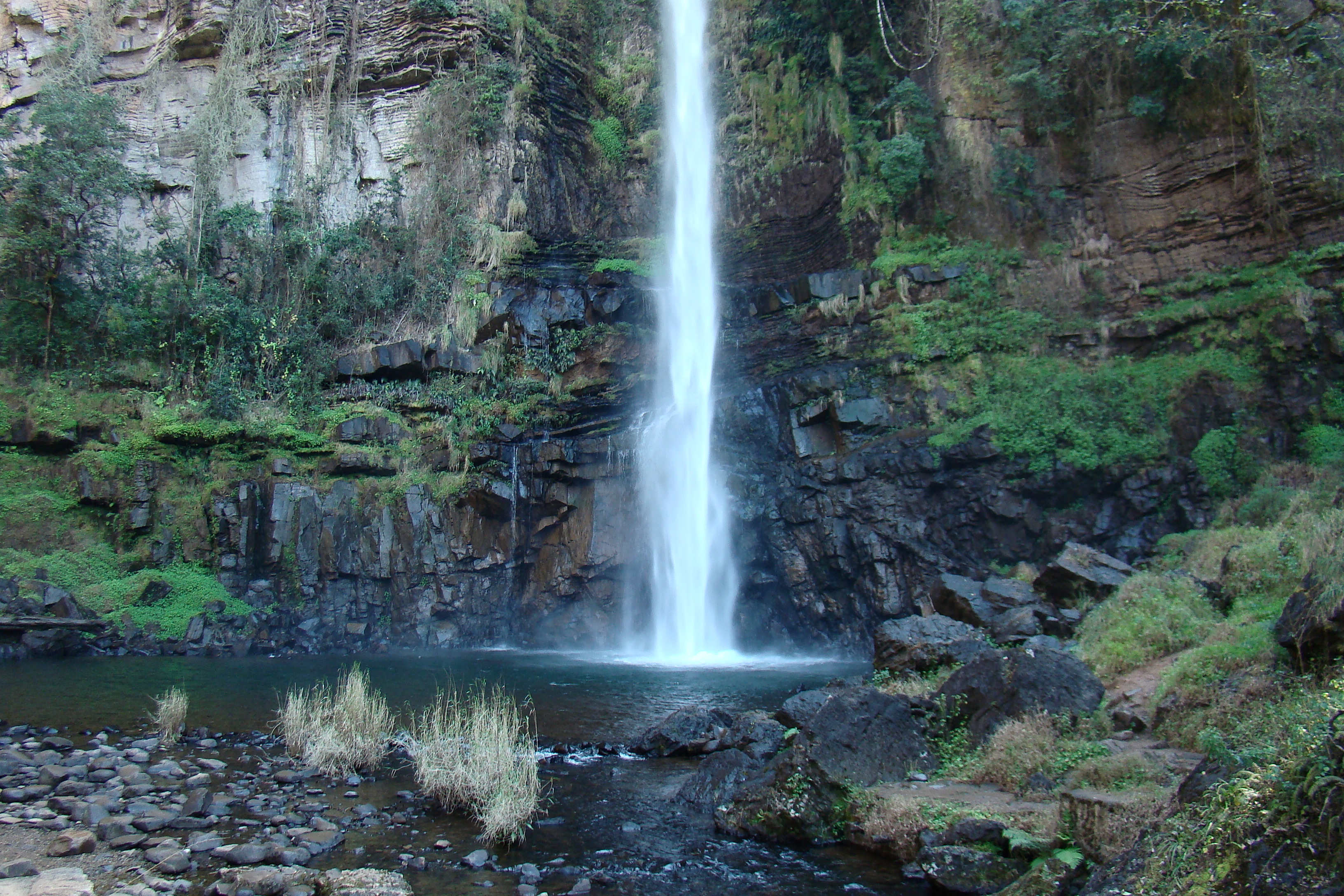
Lone Creek Falls
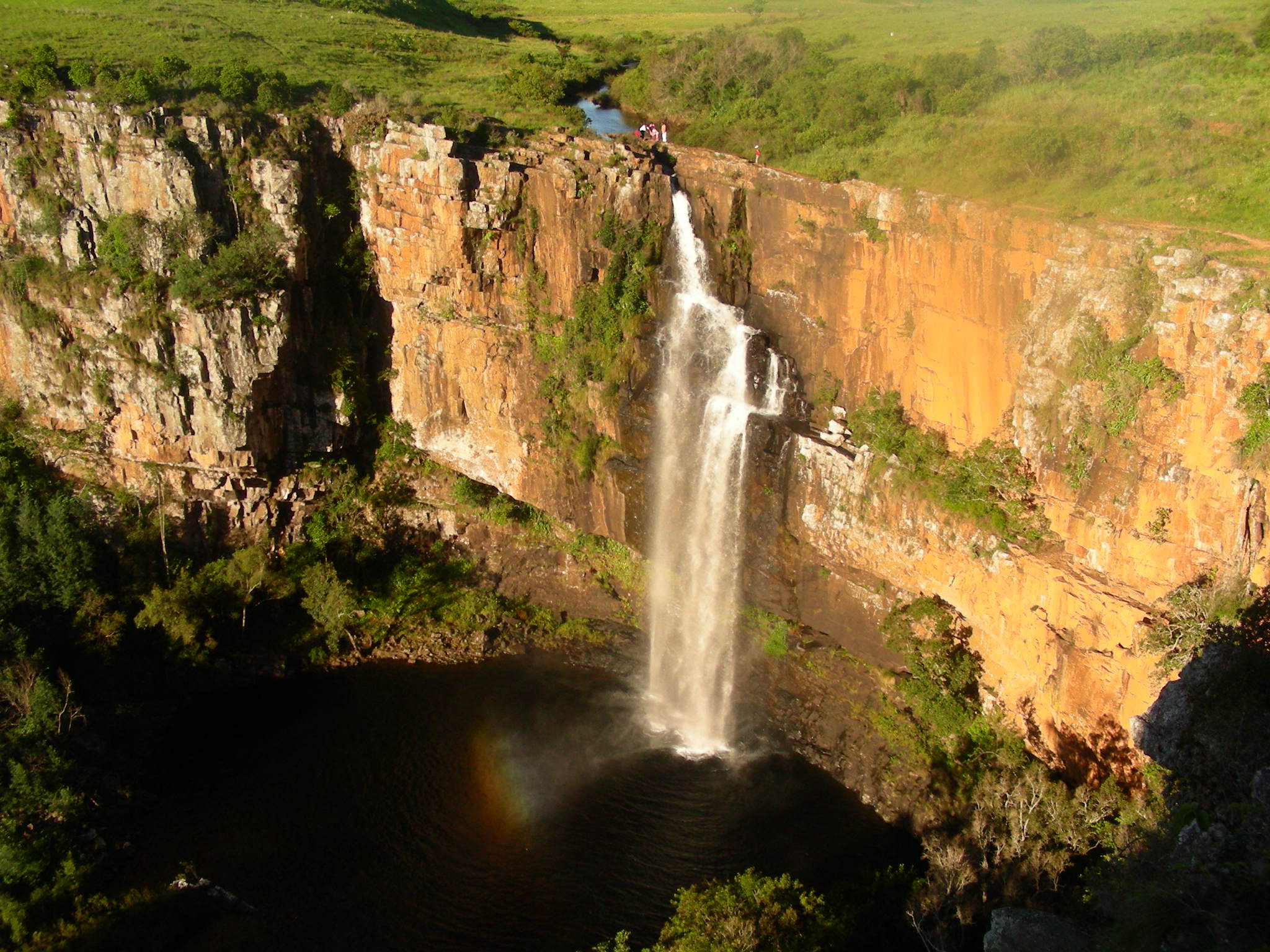
Berlin Falls
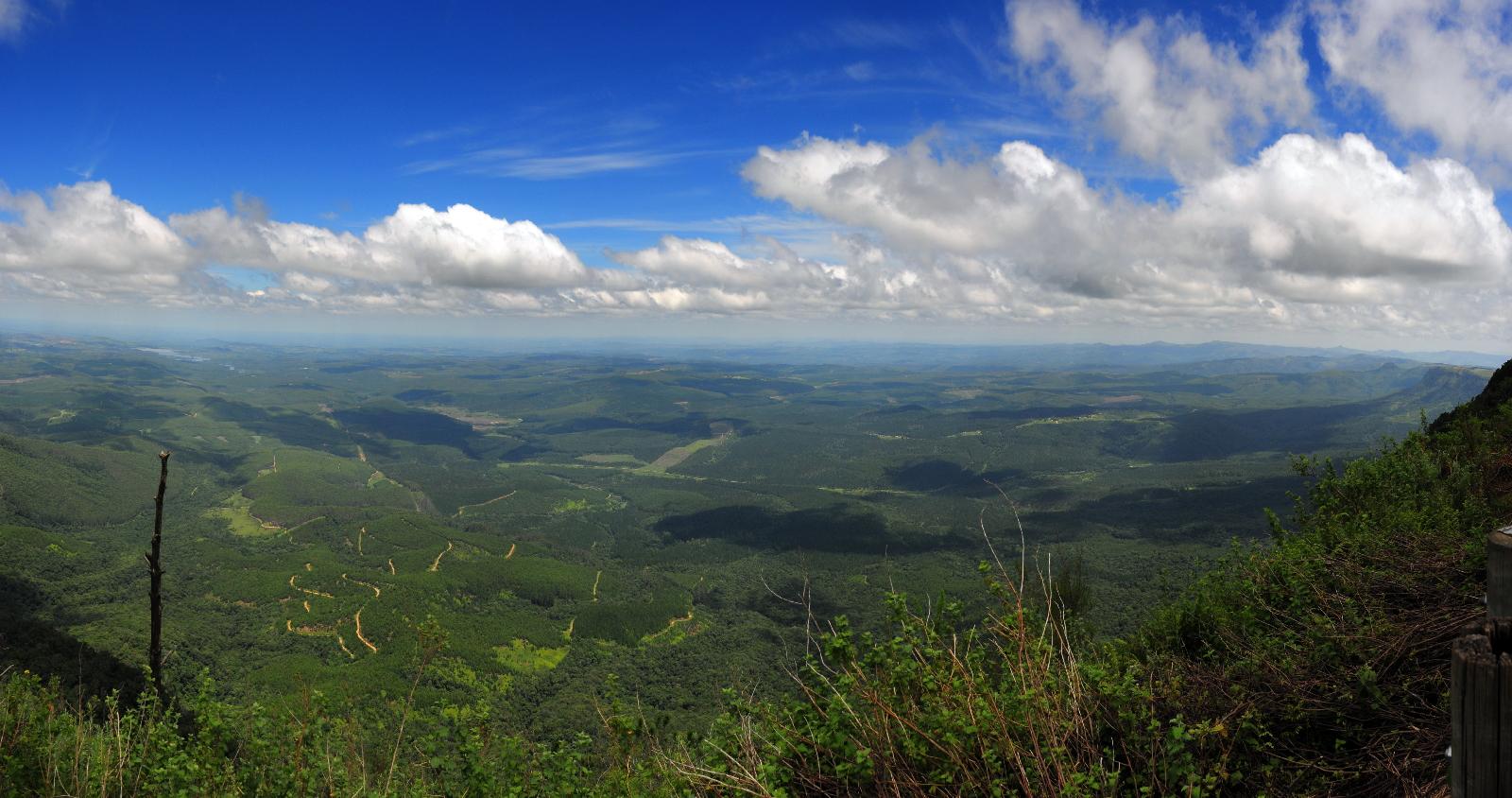
Vista sul Lowveld da God's Window
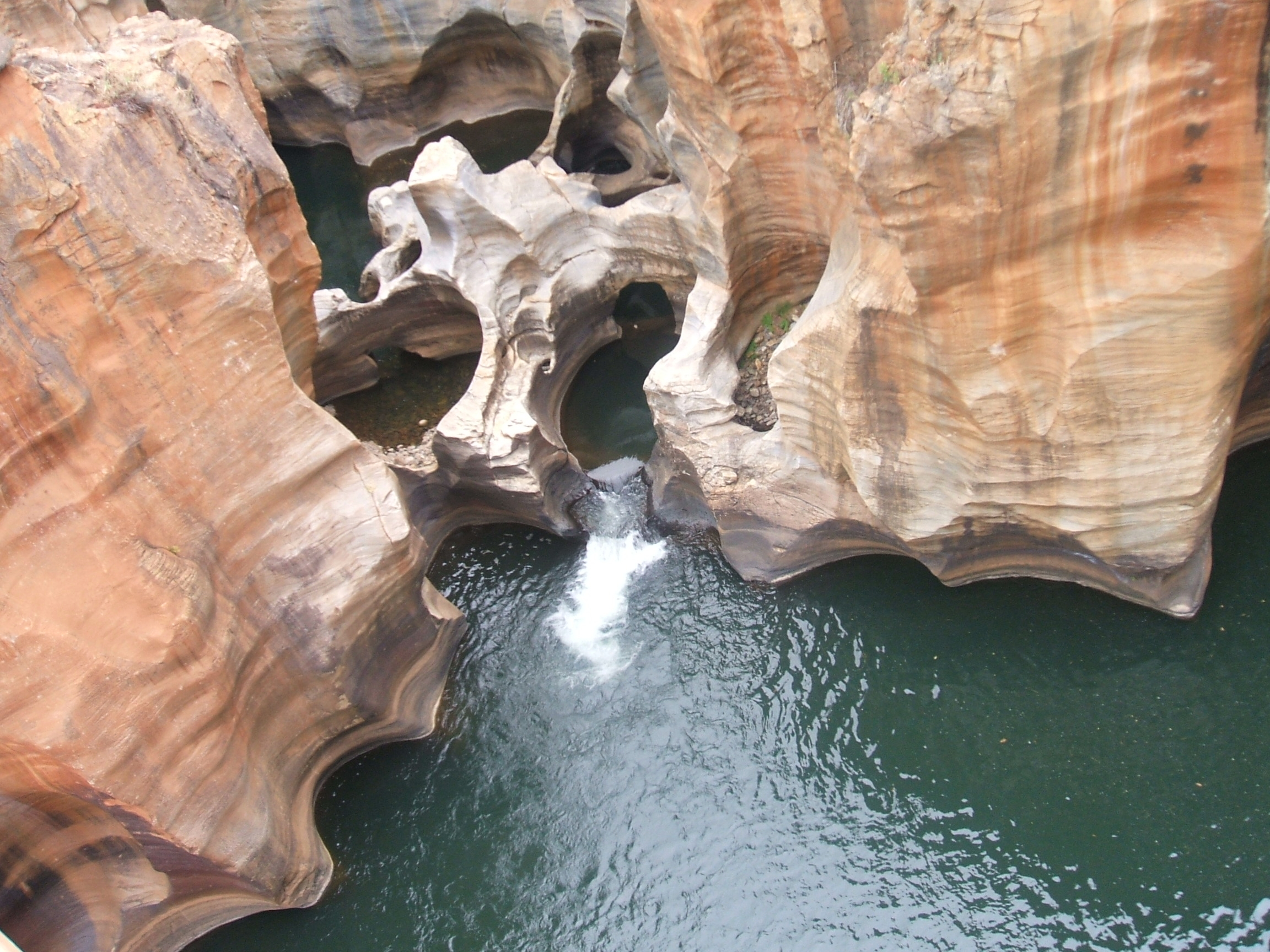
Bourke's Luck Potholes
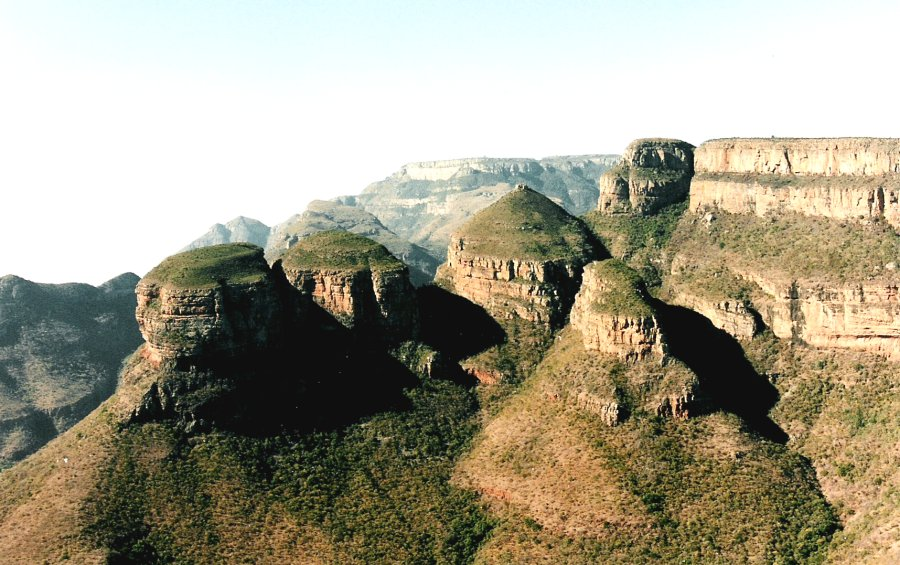
Tre Rondavels
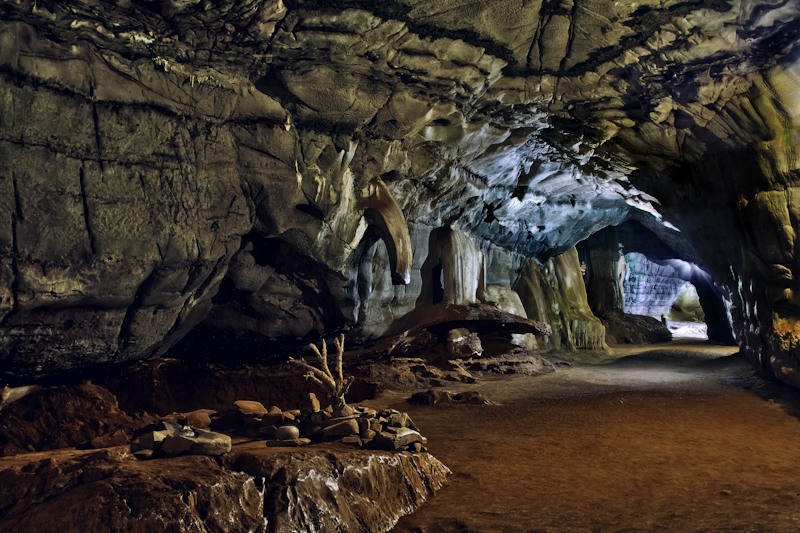
Ingresso alle grotte di Sudwala